# Xã San Francisco, Quận Carver, Minnesota
Xã San Francisco (tiếng Anh: San Francisco Township) là một xã thuộc quận Carver, tiểu bang Minnesota, Hoa Kỳ. Năm 2010, dân số của xã này là 832 người.